# پاوان سوخدف
پاوان سوخدف (انگلیسی: Pavan Sukhdev؛ زادهٔ ۳۰ مارس ۱۹۶۰) اقتصاددان، مدیر اجرایی و طرفدار محیط زیست اهل هند است.